# Guangzhou FC
Klub je osnovan 1954. u gradu Guangzhou, pokrajina Guangdong Glavni stadion je  Stadion Tianhe s kapacitetom 58.500. U sezoni 2013./14. je osvojio 1. mjesto i plasirao se u AFC Ligu prvaka.

## Povijest
Osnovan 1954., njihovi najveći uspjesi su osvajanje nekoliko drugoligaških naslova prije nego što je postao profesionalan 1993. i postigao uspon u rezultatima, što je dovelo do drugog mjesta u kineskoj ligi. Ne mogavši  ostvariti  napredak nakon ovih rezultata klub će proći kroz razdoblje stagnacije, a zatim  ispadanje  prije nego što su doživjeli  kratak preporod, kada su osvojili drugu ligu 2007., ali u 2009. klub je upleten u skandal oko namještanja utakmica.  Nakon toga su izbačeni iz lige, no Evergrande Real Estate Group je odlučio kupiti klub i ulaže značajna sredstva u ekipu  nakon čega su se odmah vratili u elitni razred i osvojili prvi prvoligaški  naslov prvaka u povijesti kluba. sljedećih kampanja u kineskoj super ligi. Klub je osvojio svoj prv naslov u natjecanju poznatom kao AFC Liga prvakai u 2013., postavši prvi kineski nogometni klub  koji je osvojio  kontinentalni naslov u svom sadašnjem obliku.  
U tijeku je izgradnja novog stadiona – Stadion Guangzhou Evergrande – koji bi trebao biti otvoren 2022.